# Francis Munthali
Francis Munthali (ur. 25 grudnia 1972) – malawijski lekkoatleta specjalizujący się w biegu średniodystansowym.
Dwukrotnie brał udział w igrzyskach olimpijskich. Na igrzyskach w 1992 roku odpadł w eliminacjach w biegu na 800 metrów, a na igrzyskach w 2000 odpadł w biegu na 1500 metrów w eliminacjach.